# Bumi Agung (Muara Beliti)
Bumi Agung is een bestuurslaag in het regentschap Musi Rawas van de provincie Zuid-Sumatra, Indonesië. Bumi Agung telt 889 inwoners (volkstelling 2010).